# Шаттак (Оклахома)
Шаттак (англ. Shattuck) — місто (англ. town) в США, в окрузі Елліс штату Оклахома. Населення — 1249 осіб (2020).

## Географія
Шаттак розташований за координатами 36°15′54″ пн. ш. 99°52′39″ зх. д. / 36.26500° пн. ш. 99.87750° зх. д. (36.265079, -99.877370).  За даними Бюро перепису населення США в 2010 році місто мало площу 5,77 км², уся площа — суходіл.

## Демографія
Згідно з переписом 2010 року, у місті мешкало 1356 осіб у 582 домогосподарствах у складі 374 родин. Густота населення становила 235 осіб/км².  Було 712 помешкання (123/км²).
Расовий склад населення:
| - 93,1 % — білих - 1,8 % — корінних американців - 0,4 % — азіатів - 0,1 % — чорних або афроамериканців - 2,5 % — осіб інших рас |

До двох чи більше рас належало 2,1 %. Частка іспаномовних становила 8,2 % від усіх жителів.
За віковим діапазоном населення розподілялося таким чином: 25,4 % — особи молодші 18 років, 54,8 % — особи у віці 18—64 років, 19,8 % — особи у віці 65 років та старші. Медіана віку мешканця становила 40,9 року. На 100 осіб жіночої статі у місті припадало 87,8 чоловіків;  на 100 жінок у віці від 18 років та старших — 84,5 чоловіків також старших 18 років.
Середній дохід на одне домашнє господарство  становив 62 791 долар США (медіана — 43 421), а середній дохід на одну сім'ю — 66 036 доларів (медіана — 51 333). За межею бідності перебувало 20,3 % осіб, у тому числі 26,0 % дітей у віці до 18 років та 18,7 % осіб у віці 65 років та старших.
Цивільне працевлаштоване населення становило 521 осіб. Основні галузі зайнятості: освіта, охорона здоров'я та соціальна допомога — 23,8 %, сільське господарство, лісництво, риболовля — 18,8 %, будівництво — 13,4 %, роздрібна торгівля — 11,3 %.